# Kikuji Kawada
Kikuji Kawada (jap. 川田 喜久治, Kawada Kikuji; * 1. Januar 1933 in Tsuchiura) ist ein japanischer Fotograf. Bekannt wurde der Mitbegründer der Gruppe VIVO und Vertreter einer antinaturalistischen Fotografie vor allem durch seine Auseinandersetzung mit den Spuren des Zweiten Weltkriegs im Nachkriegs-Japan (Chizu. The Map). Seine späteren Werke sind u. a. kunstgeschichtlichen Sujets (Seinaru sekai. Sacré Atavism) oder Motiven aus Astronomie und Natur (Rasuto kosumoroji. The Last Cosmology) gewidmet und verbinden subjektivistischen Stil mit universalistischer Anschauung.

## Leben
Nach dem Abschluss eines Wirtschaftsstudiums an der Rikkyō-Universität in Tokyo war der fotografische Autodidakt Kikuji Kawada in den Jahren 1955–1959 zunächst für den Verlag Shinchōsha tätig. Seit dem Jahr 1959, in dem ihm der Fuji Photo Salon eine erste Einzelausstellung widmete, wirkt er als freischaffender Fotograf.
In den Jahren 1957–1959 beteiligte er sich an der Ausstellungsreihe „Jūnin no me“ („Eyes of Ten“) in der Konishiroku Photo Gallery, Tokyo. Aus dem Kreis der an diesen Ausstellungen teilnehmenden jungen Fotografen entstand im Jahr 1959 die Kooperative VIVO, deren Mitbegründer Kawada gemeinsam mit Ikkō Narahara, Shōmei Tōmatsu, Eikō Hosoe, Akira Satō und Akira Tanno wurde. Ziel der nur zwei Jahre lang existierenden Gruppe war die Unabhängigkeit von den Konventionen der dokumentarischen und journalistischen Fotografie. Kawada kehrte sich damit schon früh von der realistischen Reportagefotografie ab und entwickelte einen eigenständigen, antinaturalistischen Stil, der den Großteil seines Werks bestimmen sollte.
Von 1967 bis 1969 lehrte Kawada an der Kunsthochschule Tama in Tokyo. Internationale Aufmerksamkeit erlangte sein Werk zunächst vor allem durch die Ausstellung „New Japanese Photography“ im Museum of Modern Art, New York (1974).
Im Jahr 1996 erhielt Kikuji Kawada Preise der Fotografischen Gesellschaft Japans und des Internationalen Fotografie-Festivals Higashikawa. Im Jahr 2003 widmete ihm das Tokyo Metropolitan Museum of Photography eine große Retrospektive unter dem Titel Theatrum Mundi, und 2011 verlieh ihm die Fotografische Gesellschaft Japans einen Lifetime Achievement Award für sein Lebenswerk.

## Werk

### Frühe Arbeiten
Vor Kawadas großen fotografischen Zyklen entstand u. a. die Arbeit The Sea (1959) zum Thema der Kernwaffentestung. Japanische Kinder fotografierte Kawada für die Serie Youth (1960), die noch der zeittypischen, weithin von führenden Fotografen praktizierten humanistisch engagierten Reportagefotografie und insbesondere den Arbeiten von Kawadas frühem Förderer Ken Domon nahesteht.

### Chizu. The Map
Im Jahr 1965, zum 20. Jahrestag des Atombombenabwurfs über der Stadt Hiroshima, wurde Kawadas 1959–1965 entstandener Fotozyklus Chizu. The Map in einer vom Grafik-Designer Kōhei Sugiura mitgestalteten Buchausgabe veröffentlicht. Wie schon zuvor in einer Ausstellung unter demselben Titel im Fuji Photo Salon im Jahr 1961 wurden in dem Buch zwei fotografische Serien miteinander verschmolzen, die Spuren der Schrecken des Zweiten Weltkriegs zum Gegenstand haben und zunächst für eine Veröffentlichung in Form zweier separater Bände konzipiert gewesen waren: Die eine Gruppe von Bildern zeigt Ansichten der Ruinen des Ausstellungsgebäudes für Industriegüter in Hiroshima (bekannt als „Atombomben-Dom“, heute Friedensdenkmal in Hiroshima) und von Festungsanlagen an der Bucht von Tokio, Erinnerungsstücke (v. a. Porträts sowie hinterlassene Nachrichten und Gegenstände japanischer Soldaten) aus dem Etajima Museum of Naval History und dem Friedensmuseum Hiroshima sowie Abfälle verschiedenster Art, einschließlich US-amerikanischer Konsumgüter und einer zerknitterten japanischen Nationalflagge. Die andere Gruppe von Bildern besteht ausschließlich aus abstrakt wirkenden Detailaufnahmen der zerstörten Mauern des „Atombomben-Doms“.
Die Rolle des titelgebenden Begriffs „Landkarte“ erweist sich zugleich als symbolisch und metaphorisch. Einerseits zeigt eine der Fotografien einen Ausschnitt einer geschwärzt erscheinenden frühen Karte Japans. Andererseits legt ein der Erstausgabe beigegebener Text von Kenzaburō Ōe eine Assoziation der Erscheinungsbilder der verbrannten, verkrusteten und verwitterten Mauerwerke, die das Werk durchziehen, mit jenen von Landkarten nahe: “I saw a map close to my wounded eyes. While it was nothing but a little piece of ground stained with heavy oil, it really appeared to me like a map of the world full of violence, in which I was to live henceforth.” („Ich sah eine Landkarte dicht vor meinen verwundeten Augen. Obwohl es sich bloß um ein kleines, von dickem Öl beflecktes Stück Boden handelte, erschien es mir wahrlich wie die Karte einer Welt voller Gewalt, in der ich fortan leben sollte.“)
Kawadas Herangehensweise an die Thematik des Werks wurde mit der eines Archäologen verglichen, der die Zeugnisse seiner eigenen Epoche erforscht: “I saw Kawada as an archeologist shifting [sic!] through the relics of his time. Shards of recent history were uncovered like the remains of a distant age.” („Ich sah in Kawada einen Archäologen, der die Relikte seiner Zeit sichtet. Die Scherben der jüngsten Geschichte traten zutage wie die Überreste eines lange vergangenen Zeitalters.“) (Mark Holborn) Einer drohenden kollektiven Geschichtsvergessenheit des Nachkriegs-Japans, das im Zuge seiner Modernisierung dabei war, die Spuren der Kriegsereignisse zu tilgen, setzte Kawada damit, ähnlich wie Shōmei Tōmatsu mit 11:02 Nagasaki (1966), ein eigenständiges Werk des Gedenkens von großer Intensität entgegen.
Mit Chizu. The Map entwickelte Kawada einen expressiven Stil, der durch grobkörniges Schwarzweiß mit überwiegend dunklen Tonwerten und stark überhöhten Kontrasten gekennzeichnet ist. Er wurde damit zu einem der Wegbereiter einer in den späten 1960er-Jahren einsetzenden neuen japanischen Foto-Avantgarde. Chizu. The Map wird heute zu den bedeutendsten Fotobüchern des 20. Jahrhunderts gezählt.

### Seinaru sekai. Sacré Atavism
Komplex wie die Inhalte des hauptsächlich in den Jahren 1966–1969 entstandenen, 1971 in Buchform veröffentlichten, später aber erweiterten mehrteiligen Zyklus ist der Titel – während das japanische Seinaru sekai mit „Heilige Welten“ übersetzt werden kann, verwendete Kawada als zweiten Titel eine selbst geprägte Wortkombination aus dem englischen atavism (Atavismus, Wiederauftreten einer entwicklungsgeschichtlich überwundenen Eigenschaft) und dem französischen Antagonym sacré („heilig“, „gesegnet“; aber auch: „verdammt“, „verflucht“).
Der Zyklus umfasst die Teile Parco dei mostri (1966), Grotesque Garden (1969), The Fantastic Castle (auch: The Castle; Ludwig II, 1969), Microcosmos (1966–1969), The Hell (1966–1969) und Wax Man in Town (auch: Wax–Man–Town, 1966–1969), später erweitert um The Dream of the Stones (1976–1981). Die Motive für diesen Zyklus fand Kawada in sakraler Skulptur der Romanik und Gotik (Heiligen- und Höllendarstellungen sowie Sünden-Allegorien aus Saint-Pierre de Moissac, Sainte-Foy de Conques und der Kathedrale von Bourges), in Park- und Palastanlagen des Manierismus (Parco dei Mostri bei Bomarzo, Boboli-Garten in Florenz, Palazzo Borromeo auf Isola Bella, Schlosspark Hellbrunn in Salzburg) ebenso wie in den romantisch-historistischen Schlössern Ludwigs II. von Bayern und in naiver Architektur des 20. Jahrhunderts (Palais idéal in Hauterives, Maison Picassiette in Chartres) sowie in zeitgenössischen Themenparks (Tiger Balm Gardens in Singapur und Hongkong zur chinesischen Mythologie) und Wachsfigurenkabinetten.
Thematisch auffällig ist die Häufung außenseiterischer Gegenwelten, in denen ihre Schöpfer bizarre Fantasien auslebten: “The many secret gardens, isolated from the world, isolate the powerful desires that infest humans and their naked interior worlds.” („Die vielen geheimen Gärten, abgeschottet von der Welt, verbergen die mächtigen Begierden, welche die Menschen heimsuchen, und deren entblößte Innenwelten.“) (Kyoko Jimbo) Geeint sind die Teile des Zyklus durch einen dunklen, kontrastreichen Stil, der die Motive ins irreal Scheinende überhöht und mit oftmals verzerrenden, verkanteten Perspektiven deren rauschhaftes oder albtraumhaftes Moment betont. Die thematisch scheinbar disparaten Teile fügen sich so zu einem Panoptikum der irrationalen Seite der menschlichen Natur, die in Bildwerken und Kunstwelten unterschiedlicher Epochen und kultureller Kontexte, gleichsam atavistisch, zum Ausdruck kommt: “It is a study of the dark side of human nature, of the demonic, the primitive, the unconscious depths where the roots of eroticism and cruelty intertwine.” („Es ist eine Studie der dunklen Seite der menschlichen Natur, des Dämonischen, des Primitiven, der unbewussten Tiefen, wo sich die Wurzeln der Erotik und der Grausamkeit ineinander verschlingen.“) (Arthur Goldsmith)

### Sekai gekijō. The Globe Theater
Unter dem Titel Sekai gekijō. The Globe Theater fasste Kawada Foto-Zyklen aus drei Jahrzehnten zu einer Trilogie zusammen, die er im Jahr 1998 in Buchform veröffentlichte: Los Caprichos (1969–1981), Rasuto kosumoroji. The Last Cosmology (1979–1997) und Car Maniac (1991–1998).
Los Caprichos (spanisch, „Launen“, „Schrullen“) ist inspiriert vom gleichnamigen Grafik-Zyklus von Francisco de Goya. In diesen teils schwarzweißen, teils farbigen Bildern Kawadas erhalten banale Alltagsmotive durch surreale Elemente eine rätselhafte, zugleich groteske und beunruhigende Wirkung.
Rasuto kosumoroji. The Last Cosmology umfasst durchwegs schwarzweiße Aufnahmen astronomischer und atmosphärischer Erscheinungen (Sonnenfinsternis, Venusfinsternis, Wolkenformationen, Polarlicht u. a.), aber auch solche von Motiven aus der belebten Natur. Zu ersteren in Bezug gesetzt sind bisweilen menschliche Artefakte (“Helio-Spot and a Helicopter”, “The Sun and an Airship”) oder Verweise auf die menschliche Zeitrechnung (“The Last Sunrise of Showa Era”, “The Last Eclipse of the Sun in 20th Century Japan”). Diese Bezüge betonen den elegischen Charakter der Serie und das Erhabene ihrer Motive.
Car Maniac besteht aus Farbfotografien, die Kawada bevorzugt aus dem Auto aufnahm. Es sind dies urbane Momentaufnahmen und komplexe Bildkompositionen, die zum Teil durch Verwendung von Spiegelungen sowie Kombinationen von Innen- und Außenraum desorientierend wirken und schwierig zu verorten sind.

## Veröffentlichungen (Auswahl)
- Chizu. The Map. Bijutsu Shuppan-sha, Tokyo 1965 (Nachdruck: Getsuyosha, Tokyo 2005).
- Seinaru sekai. Sacré Atavism. Shashin Hyoron-sha, Tokyo 1971.
- Rasuto kosumoroji. The Last Cosmology. 491, Tokyo 1995.
- Sekai gekijō. The Globe Theater. Selbstverlag, Tokyo 1998.